# Печ (Угорщина)
Печ (угор. Pécs) — п'яте за населенням місто Угорщини, розташоване на схилах гірського хребта Мечек на південному заході країни, біля кордону з Хорватією, адміністративний центр медьє (округу) Бараня та центр римо-католицького Пецького єпископства.

## Географія і транспорт
Місто розташоване за 200 кілометрів на південний захід від Будапешта, за 30 кілометрів від кордону з Хорватією. Печ пов'язаний з Будапештом автотрасою (E73) і залізницею. Час шляху на поїзді від Будапешта — 3:00. Потяги ходять також у великі угорські міста, Відень, Осієк і Сараєво.
Міський транспорт представлений мережею автобусних маршрутів. З 1913 по 1960 рр. в місті функціонували трамвайні маршрути, але в 1960 році трамвай був скасований.
Поруч з містом розташований аеропорт Печ-Погань. Аеропорт відкритий в 2006 році і став п'ятим міжнародним аеропортом Угорщини.

### Клімат
Печ знаходиться у зоні помірного клімату, котра характеризується прохолодним літом. Найтепліший місяць — липень з середньою температурою (20.6 °C (69 °F). Найхолодніший місяць — січень, з середньою температурою 0 °С (32 °F).
| Клімат Печа             | Клімат Печа | Клімат Печа | Клімат Печа | Клімат Печа | Клімат Печа | Клімат Печа | Клімат Печа | Клімат Печа | Клімат Печа | Клімат Печа | Клімат Печа | Клімат Печа | Клімат Печа |
| Показник                | Січ.        | Лют.        | Бер.        | Квіт.       | Трав.       | Черв.       | Лип.        | Серп.       | Вер.        | Жовт.       | Лист.       | Груд.       | Рік         |
| Абсолютний максимум, °C | 13          | 18          | 26          | 27          | 31          | 32          | 36          | 36          | 32          | 27          | 20          | 18          | 36          |
| Середній максимум, °C   | 2           | 3           | 10          | 14          | 20          | 22          | 25          | 25          | 21          | 15          | 7           | 3           | 14          |
| Середня температура, °C | 0           | 1           | 6           | 10          | 15          | 18          | 20          | 20          | 17          | 11          | 5           | 1           | 11          |
| Середній мінімум, °C    | −2          | −1          | 2           | 6           | 11          | 13          | 15          | 15          | 12          | 7           | 1           | 0           | 6           |
| Абсолютний мінімум, °C  | −18         | −20         | −15         | −2          | 1           | 6           | 8           | 7           | 2           | −3          | −11         | −13         | −20         |
| Норма опадів, мм        | 30          | 30          | 30          | 50          | 60          | 80          | 60          | 60          | 40          | 30          | 50          | 40          | 630         |
| ----------------------- | ----------- | ----------- | ----------- | ----------- | ----------- | ----------- | ----------- | ----------- | ----------- | ----------- | ----------- | ----------- | ----------- |
| Джерело: Weatherbase    |             |             |             |             |             |             |             |             |             |             |             |             |             |

## Назва
Уперше назва Pécs згадується в 1235 році у формі Pechyut (сучасний правопис угор. pécsi út, досл. «дорога до/з Печі»). За однією з версій, назва пов'язана з тюркським числівником beş, беш («п'ять»). У деяких мовах назва містить слово «п'ять»: латинською місто називається Quinque Ecclesiae («П'ять Церков»), хорватською — Pečuh, сербською — Печуј/Pečuj, словацькою — Päťkostolie, чеською — Pětikostelí, нідерландською — Vijfkerken, німецькою — Fünfkirchen.

## Історія
Місто було засноване римлянами на початку 2 століття під назвою Сопіане (Sopianae), на території, яку на той час населяли племена кельтів і паннонійців. До 4 століття місто стало столицею провінції Паннонія-Валерія і важливим ранньохристиянським релігійним центром. Християнський некрополь, що зберігся з тих часів, з 2000 року занесений до списку Світової спадщини. У 1009 року місто стало центром єпископату, а у 1367 році тут був відкритий університет, все ще найбільший університет країни, де зараз навчаються 34 тис. студентів. У 15 столітті, багато в чому завдяки єпископу, гуманісту і поету Юліусу Панноніусу, місто стало великим центром мистецтв. Багато культурних пам'яток міста також збереглося з часів османської окупації 18-19 століть.
Печ завжди був багатокультурним містом. Серед його мешканців багато угорців, хорватів і швабів. У 1998 році місто отримало приз ЮНЕСКО «міста за мир» за підтримку культури меншин та допомогу біженцям з полів боїв Балканських воєн. У 2010 році місто отримало статус однієї з культурних столиць Європи.

## Населення

### Етнічні групи (2001)
- Угорці — 92.6 %
- Німці (шваби) — 3.1 %
- Цигани — 1.2 %
- Хорвати — 1 %
- Серби — 1 %
- Інші — 1.1 %

### Релігійні групи (2001)
- Римо-католики — 58.5 %
- Кальвіністи — 7.4 %
- Лютерани — 1.9 %
- Атеїсти — 18 %
- Інші Християни — 1.9 %
- Невідомо — 12.3 %

## Економіка
Печ — важливий транспортний вузол, промисловий і культурний центр Південно-Задунайського краю. В околицях Печа ведеться видобуток вугілля, уранових руд і ТЕС. У місті — машинобудування (в тому числі електротехнічне), різноманітна харчова промисловість (пивоваріння, консервна фабрика, виробництво шампанських вин тощо); деревообробна промисловість, шкіряно-взуттєва і тютюнова фабрики, коксохімічний завод. Особливо відома кераміка з Печа (фарфорово-фаянсові вироби колишньої фабрики Жольнаі).

## Спорт
В місті базується футбольний клуб Печ, який двічі ставав призером чемпіонату країни, а в 1990 році виграв національний кубок. За підсумками чемпіонату 2006/2007 року Печ зайняв передостаннє місце в угорській лізі і вибув у другий дивізіон. У місті є також гандбольна команда.

## Освіта та культура

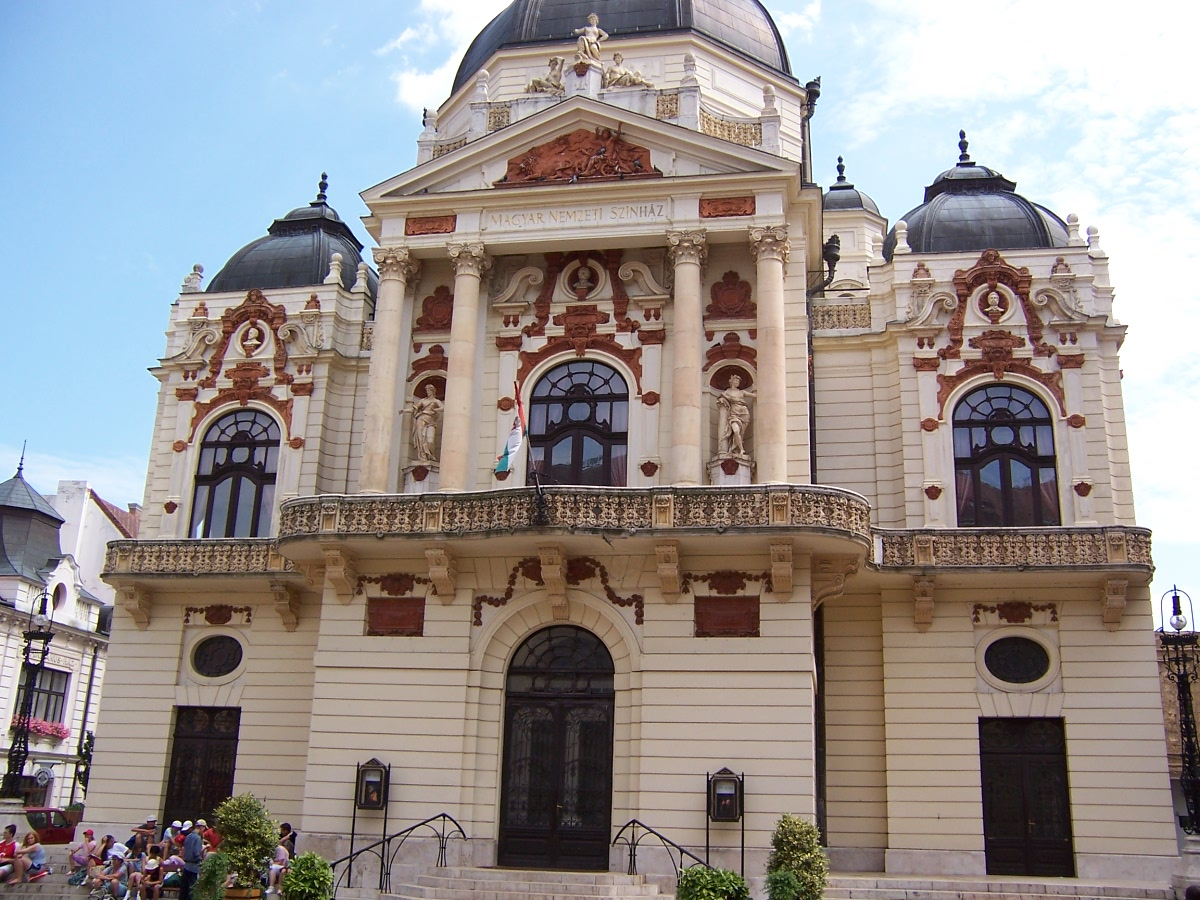
Будівля Національного театру

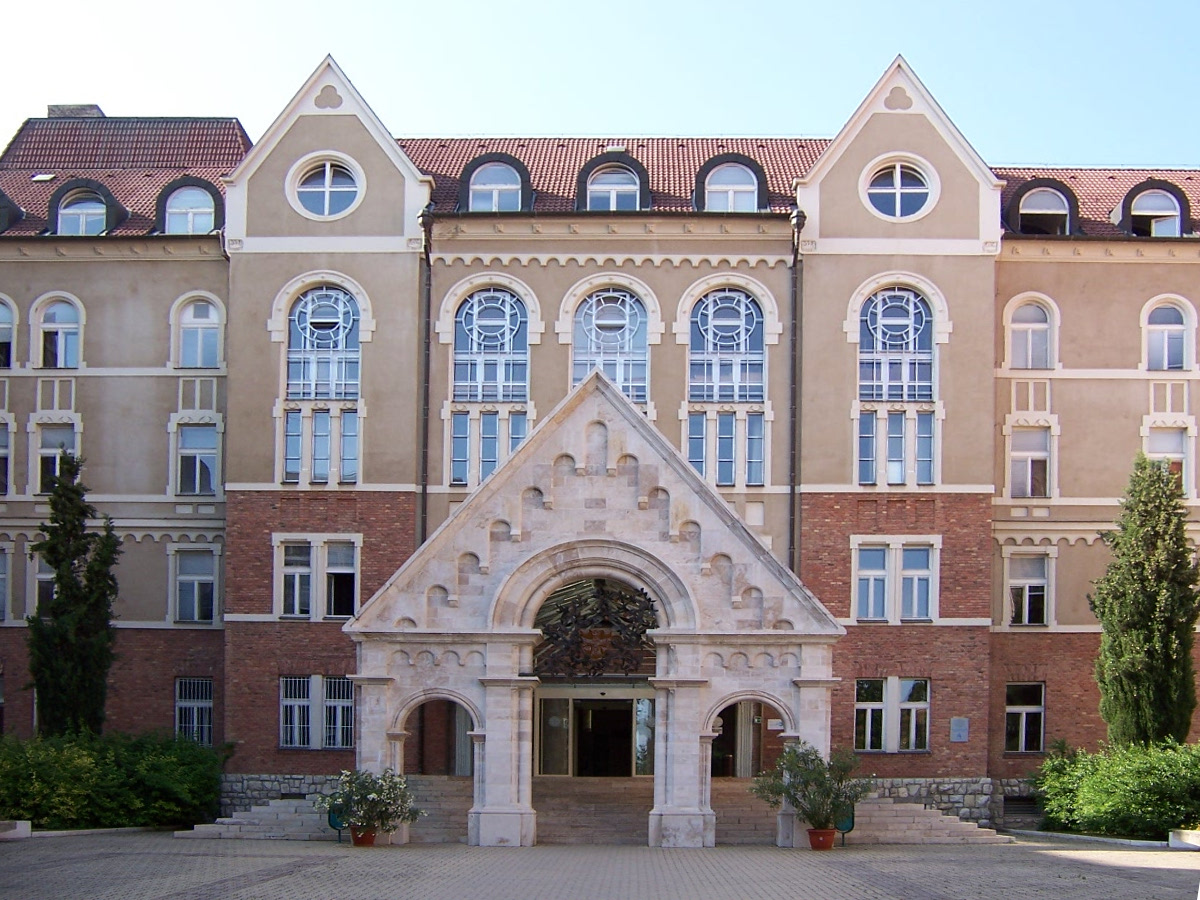
Університет

Перший в Угорщині Університет засновано в Печі в 1367 році; він існував до середини XV століття; знову відкритий в 1922 році. Однією з найважливіших його частин є Медичний інститут.
У Національному театрі Печа з 1960 року функціонує трупа під керівництвом І. Екка, яка ставить балети сучасних композиторів. Тут організовують також фестиваль національних фільмів.
В 2010 році місто обрано Культурною столицею Європи, поряд зі Стамбулом і Рурсько-Рейнським регіоном.

## Відомі особистості
У місті народився:
- Ібрагім Ефенді Печеві (1574—1650) — османський історик-хроніст.

## Міста-побратими
- Німеччина Фелльбах
- США Сіетл
- США Тусон
- Клуж-Напока (Румунія)
- Грац (Австрія)
- Оломоуц (Чехія)
- Лахті (Фінляндія)
- Кютах'я (Туреччина)
- Ліон (Франція)
- Осієк (Хорватія)
- Сливен (Болгарія)
- Террачина (Італія)
- Боснія і Герцеговина Тузла
- Індонезія Маланг

## Галерея

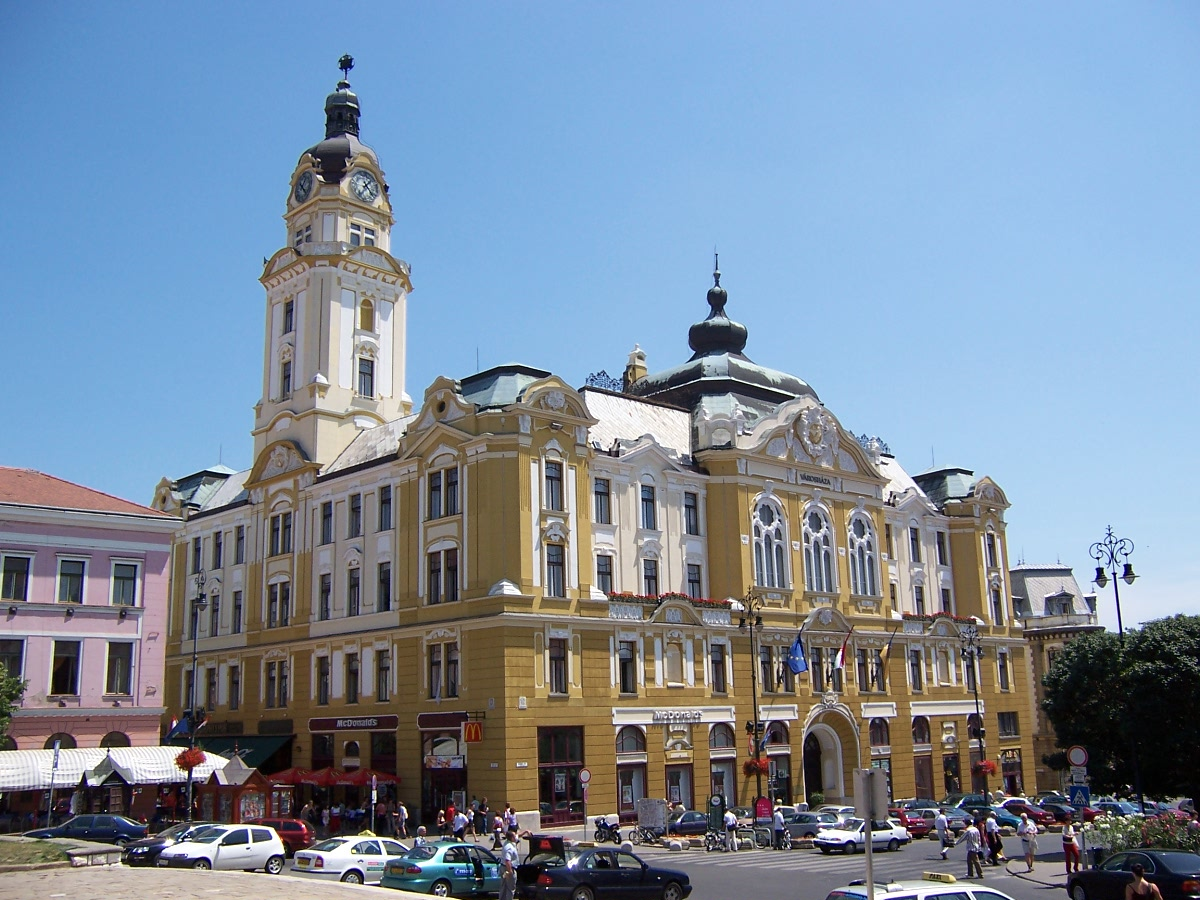
Міська ратуша
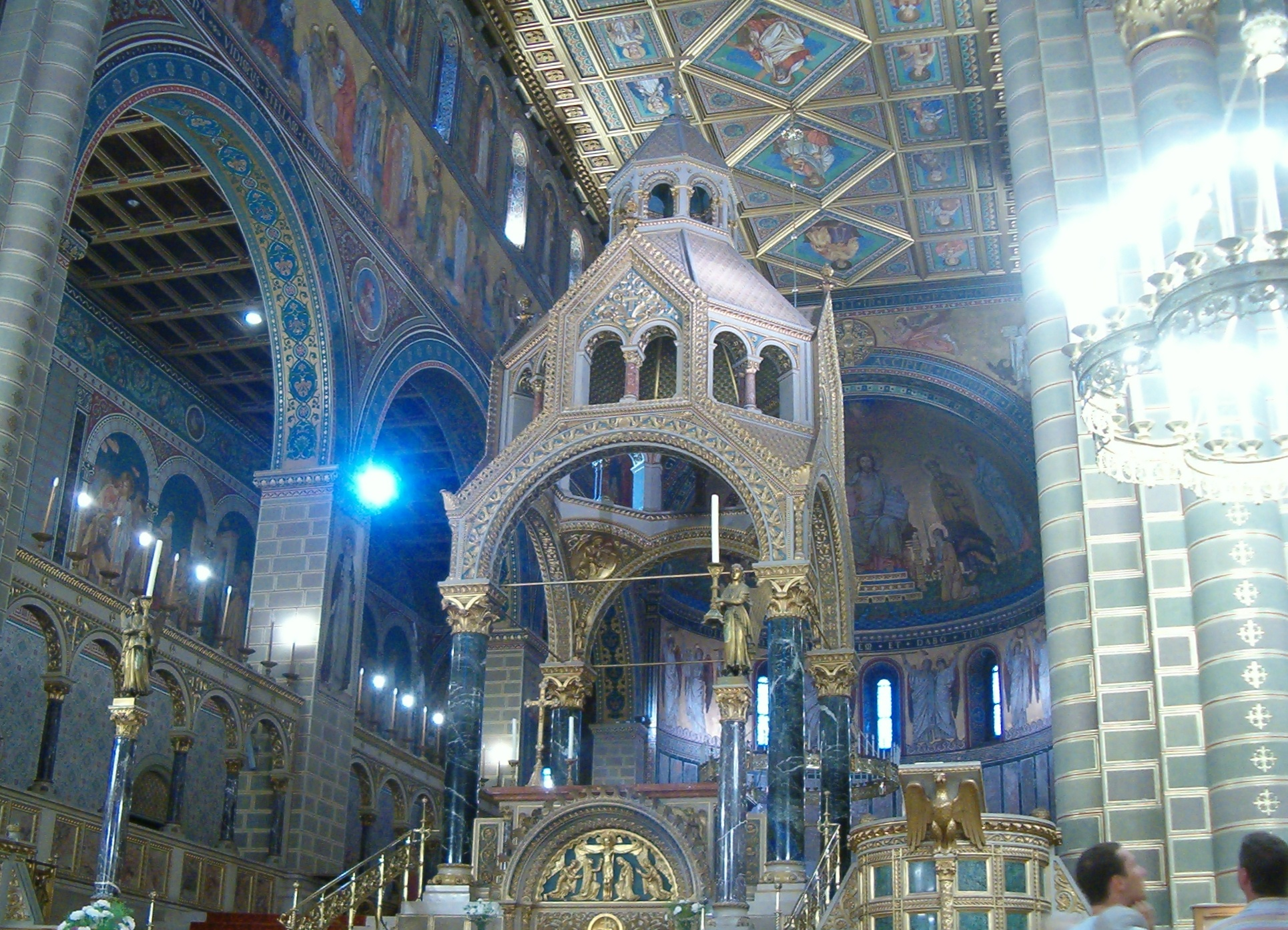
Інтер'єр собору
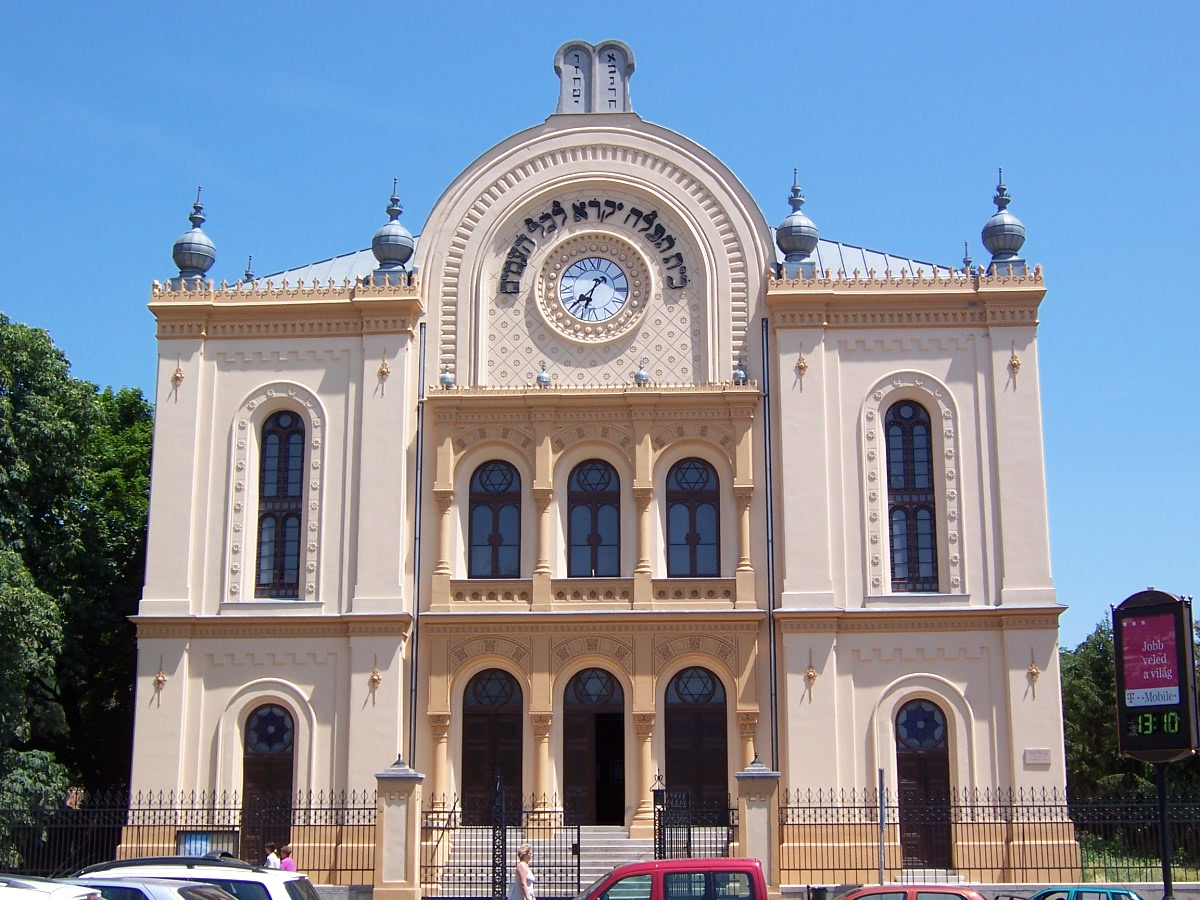
Синагога
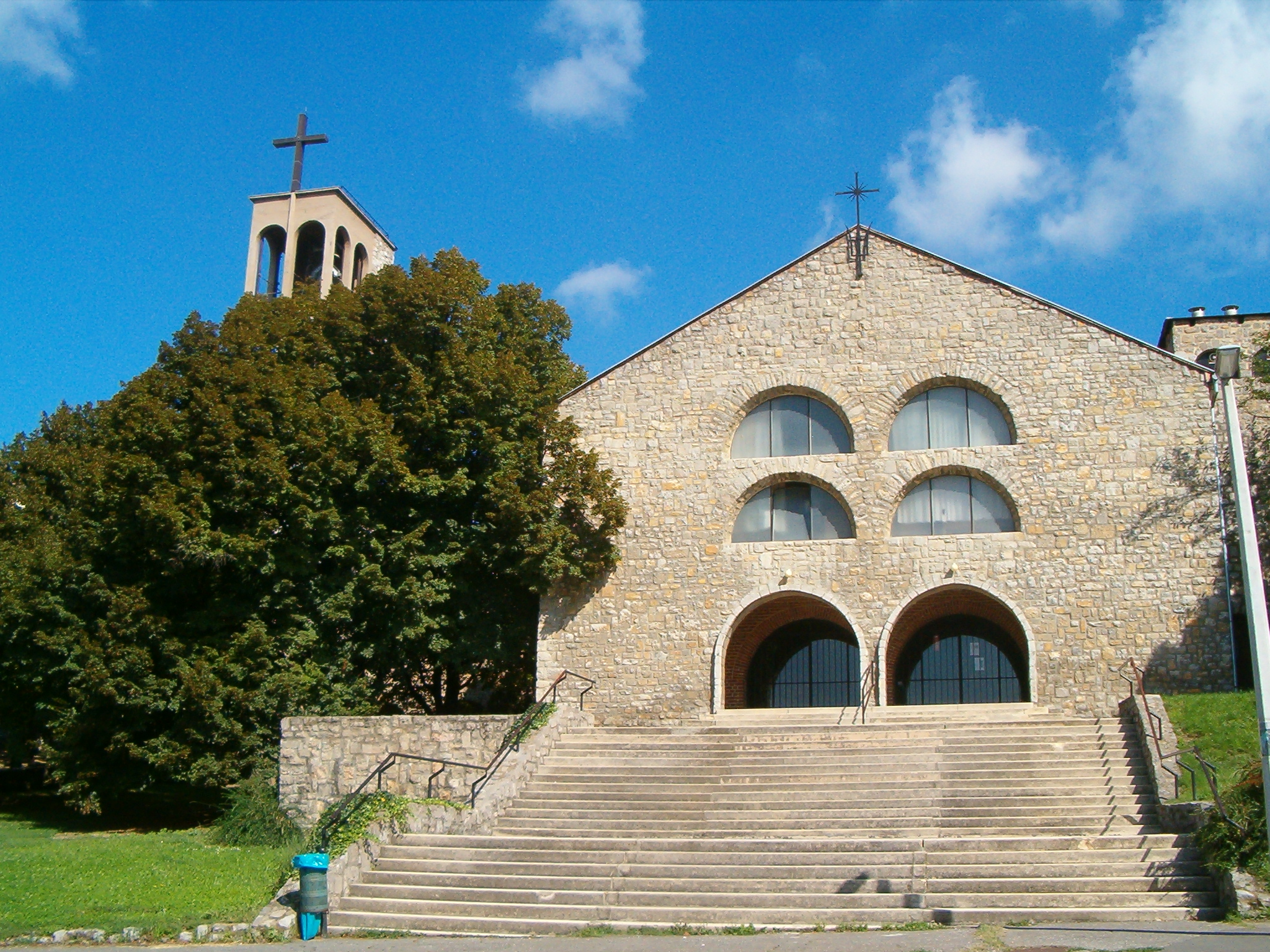
Монастир паулінів
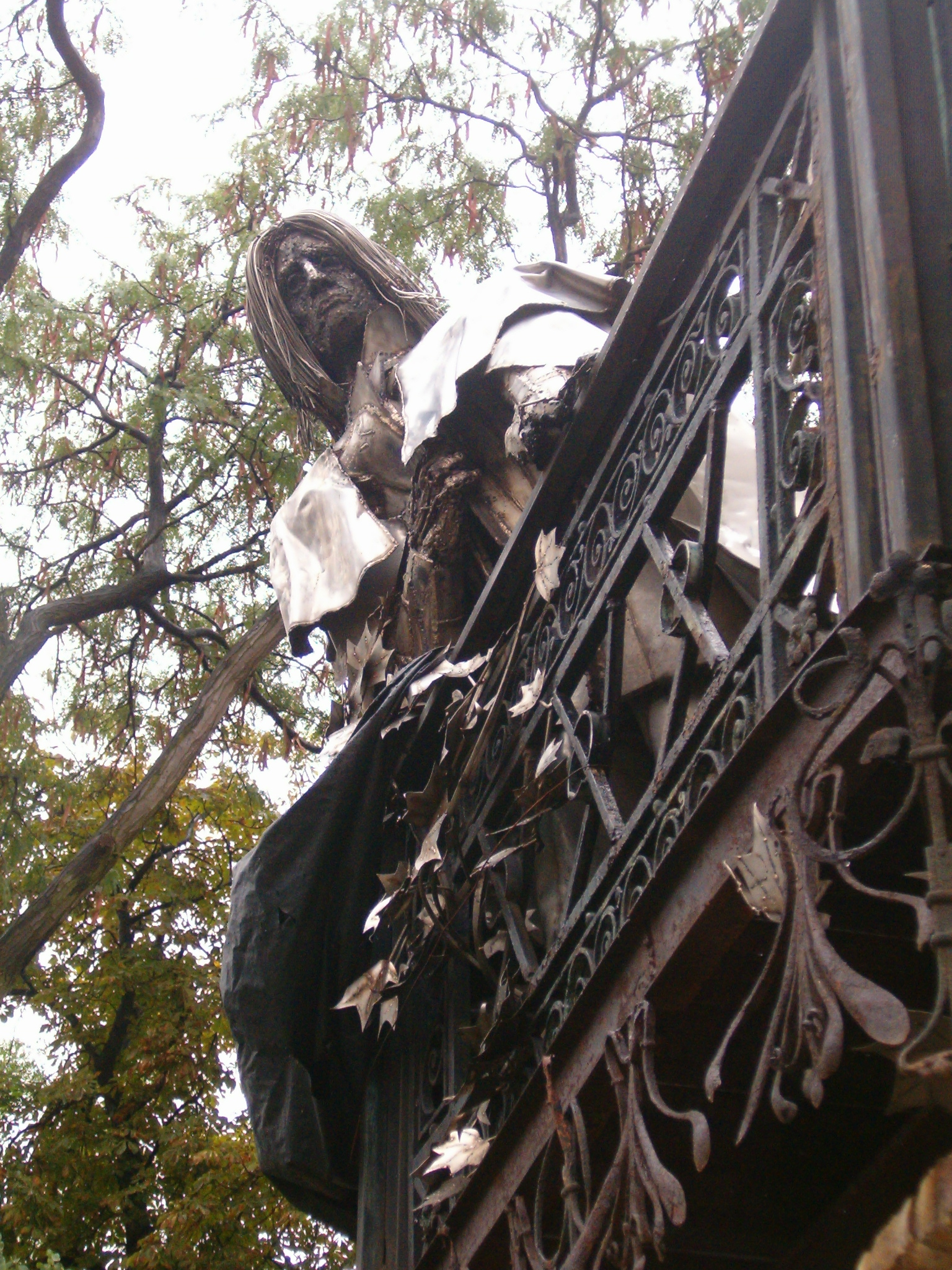
Пам'ятник Ф. Лісту на балконі палацу єпископа
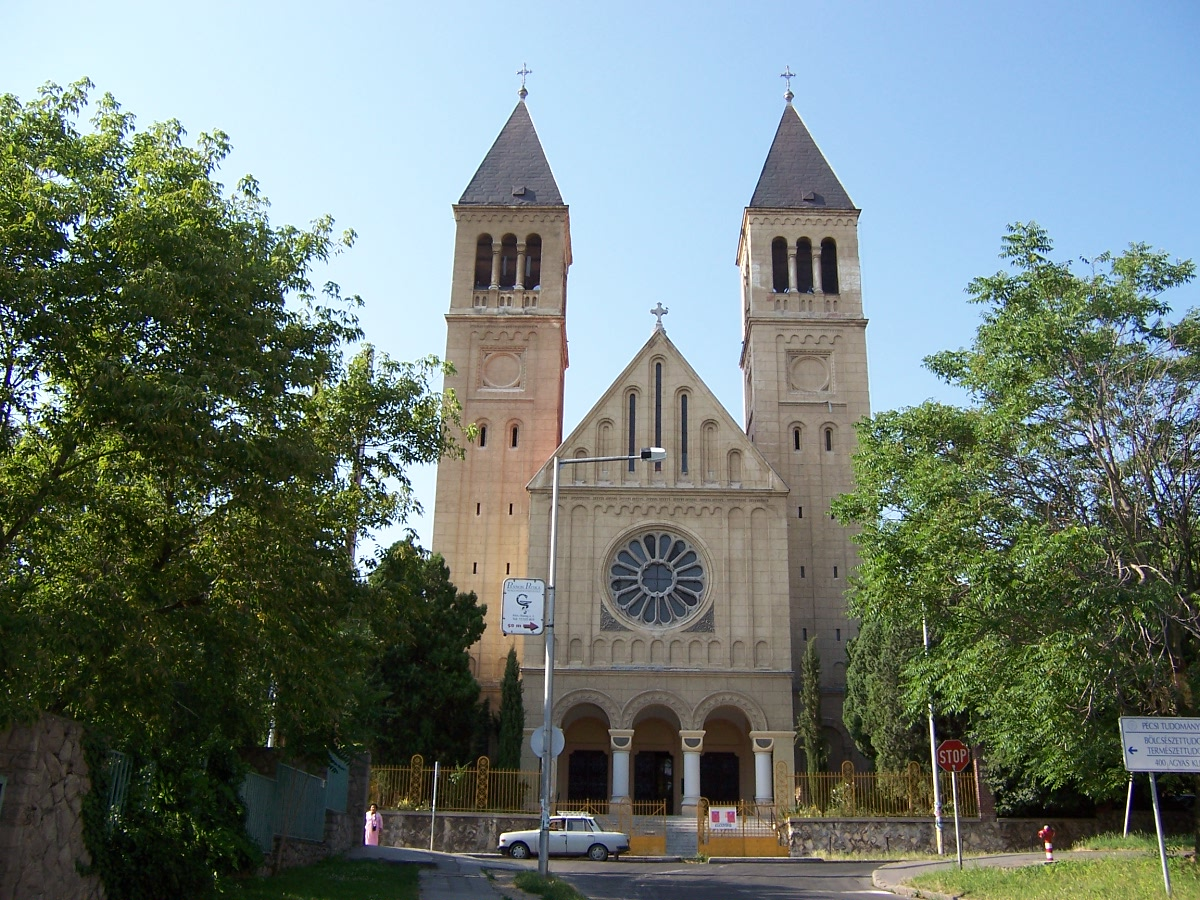
Церква Святого Серця
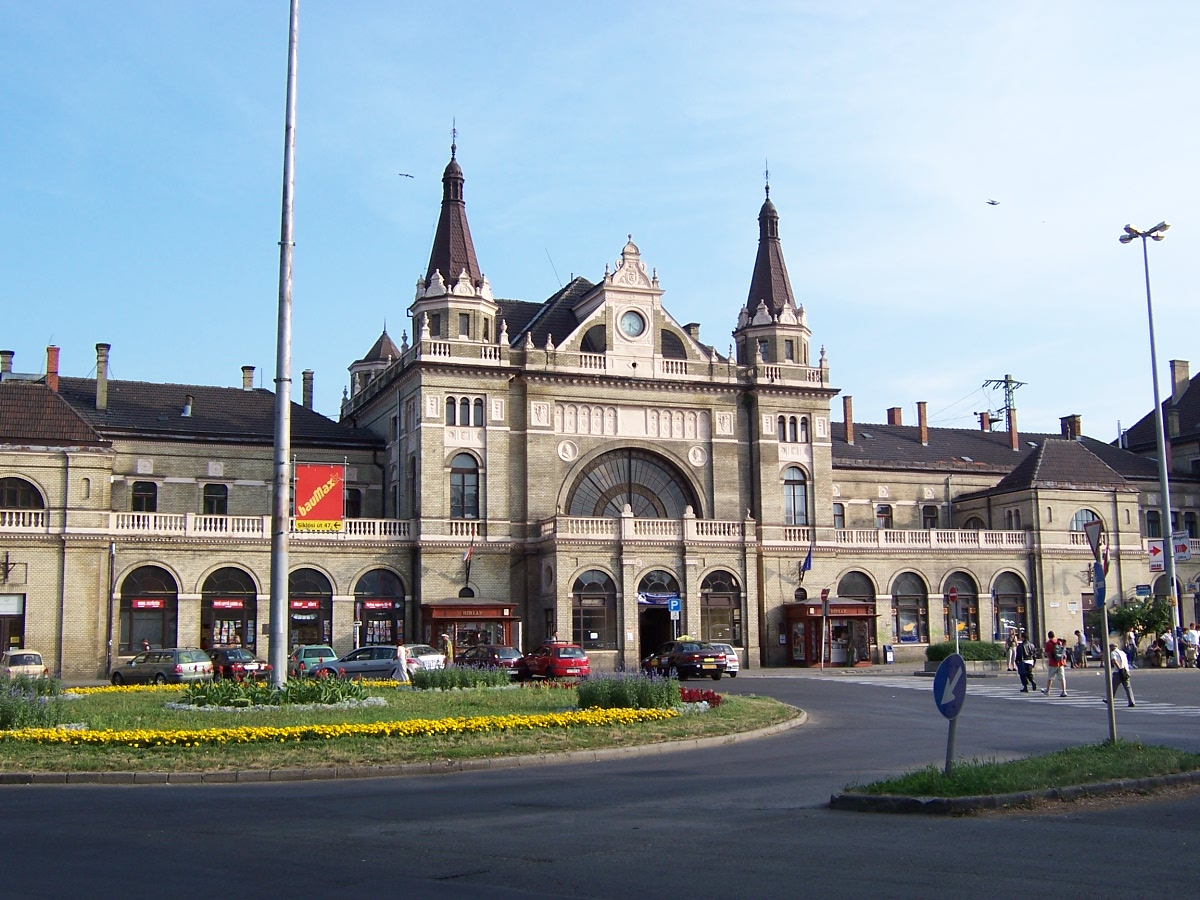
Залізничний вокзал